# Bernard Cornwell
Bernard Cornwell (* 23. února 1944 Londýn, Anglie) je uznávaný britský spisovatel a autor historických románů. Mezi jeho nejznámější díla patří série Saské kroniky, zfilmovaná pod názvem Poslední království, a řada románů z období napoleonských válek The Sharpe series. V Česku se stal známým především díky zpracování artušovské legendy ve čtyřdílném románu Kronika válečníkova.

## Životopis
Narodil se v Londýně v roce 1944 jako „válečné dítě“. Jeho otec byl kanadský letec, matka Angličanka, členka ženských pomocných leteckých sborů (WAAF). Byl dán k adopci a osvojen rodinou Wigginsových z Essexu, která patřila k přísně protestantské sektě Peculiar People. Vzdělával se na internátní škole, vystudoval Londýnskou univerzitu a potom nastoupil na 10 let do BBC, kde nakonec pracoval jako ředitel zpravodajské televize v Severním Irsku. S manželkou Judy se oženil v roce 1980 a společně se přestěhovali do USA, odkud pocházela. Tam začal psát romány, protože k tomu nepotřeboval pracovní povolení, které mu americké úřady odmítly vydat.

## Dílo
Jeho nejznámějším dílem jsou příběhy anglického vojáka Richarda Sharpa, které se odehrávají v období napoleonských válek. V prvních 12 knihách podrobně popsal vojákova dobrodružství v různých válečných taženích po Evropě v rozmezí dvanácti let, v dalších poté vylíčil začátky Sharpa coby mladého vojáka v Indii. Pozdější romány jsou zasazeny do různých částí časového rámce vymezeného původními knihami. Většina z „napoleonských knih“ byla zfilmována jako televizní seriály se Seanem Beanem v hlavní roli.
Napsal také tetralogii o americké občanské válce Starbuck Chronicles, trilogii o Artušovské Británii The Warlord Chronicles, která vyšla česky ve čtyřech dílech jako Kronika válečníkova, a další trilogii o hledání Svatého Grálu ve 14. století v době stoleté války.
Nejnovější série příběhů Saské kroniky (The Saxon Chronicles), v níž je hlavní postavou šlechtic Uhtred z Bebbanburgu, se odehrává v 9. století za vlády krále Alfréda Velikého a jeho střetů s dánskými Vikingy, proti kterým ubránil své království Wessex, což mu jako jedinému anglickému panovníkovi vyneslo přídomek „Veliký“. Série byla dokonce zfilmována společností Netflix pod názvem Poslední království (The Last Kingdom). Jeho první, osmidílná řada měla premiéru v roce 2015, premiéra druhé řady je plánována na rok 2016.

## Díla vydaná v češtině
- Kat čeká (Gallows Thief - ISBN 80-7218-724-4)
- Svatyně (Stonehenge 2000 B.C. - ISBN 80-7218-624-8)
- Kronika válečníkova (The Warlord Chronicles)
  - Zimní král (The Winter King - ISBN 80-85954-87-7)
  - Ostrov mrtvých (ISBN 80-85954-93-1)
  - Nepřítel Boha (Enemy of God - ISBN 80-86508-08-0)
  - Excalibur (ISBN 80-86508-17-X)
- Hledání svatého grálu (The Grail Quest)
  - Lučištník (Harlequin, 2000, česky 2004 - ISBN 80-86508-42-0)
  - Inkvizitor (Vagabond, 2002, česky 2004 - ISBN 80-86508-57-9)
  - Kacířka (Heretic, 2003, česky 2004 - ISBN 80-86508-59-5)
  - 1356 (1356, 2012, česky 2013 – ISBN 978-80-7461-383-8)
- příběh z doby Alfréda Velikého
  - Poslední království (The Last Kingdom – ISBN 80-7341-732-4)
  - Bledý jezdec (The Pale Horseman – ISBN 978-80-7381-045-0)
  - Páni severu (The Lords of the North – ISBN 978-80-7381-169-3)
  - Píseň meče (Sword Song – ISBN 978-80-7381-414-4)
  - Hořící země (The Burning Land – ISBN 978-80-7381-728-2)
  - Smrt králů (Death of Kings – ISBN 978-80-7461-156-8)
  - Pohanský pán (Pagan Lord – ISBN 978-80-7461-499-6)
  - Prázdný trůn (The Empty Throne – ISBN 978-80-7507-057-9)
  - Válečníci bouře (Warriors of the Storm – ISBN 978-80-7507-817-9)
  - Plamenonosič (The Flame Bearer – ISBN 978-80-7507-687-8)
  - Válka vlků (War of the Wolfs – ISBN 978-80-7595-215-8)
  - Meč králů (Sword of the Kings – ISBN 978-80-7595-358-2)
  - Válečník (Warlord – ISBN 978-80-7595-481-7)
- Azincourt (Azincourt - ISBN 978-80-7381-575-2), vyšlo také jako audiokniha s hlasem Dušana Sitka, vydala Audiotéka
- Pevnost (The Fort, 2010, česky 2011, ISBN 978-80-7381-977-4)
- Kronika Nathaniela Starbucka (The Starbuck Chronicles) – série z americké občanské války
  - Rebel (Rebel, 1993, česky 2011, ISBN 978-80-7461-008-0)
  - Zrádce (Copperhead, 1994, česky 2012, ISBN 978-80-7461-087-5)
  - Prapor (Battle Flag, 1995, česky 2013, ISBN 978-80-7461-294-7)
  - Masakr (The Bloody Ground, 1996, česky 2013, ISBN 978-80-7461-351-7)
- příběhy z napoleonských válek s Richardem Sharpem (řazeno podle doby děje)
  - Sharpův tygr (Sharpe's Tiger, 1997, česky 2006, ISBN 80-86508-74-9)
  - Sharpův triumf (Sharpe's Triumph, 1998, česky 2007, ISBN 978-80-86508-88-7)
  - Sharpova pevnost (Sharpe's Fortress, 1998, česky 2007, ISBN 978-80-86508-93-1)
  - Sharpův Trafalgar (Sharpe's Trafalgar, 2000, česky 2008, ISBN 978-80-86508-99-3)
  - Sharpova kořist (Sharpe's Prey, 2001, česky 2008, ISBN 978-80-7411-006-1)
  - Sharpovi střelci (Sharpe's Rifles, 1988, česky 2009, ISBN 978-80-7411-011-5)
  - Sharpův úder (Sharpe's Havoc, 2003, česky 2009, ISBN 978-80-7411-015-3)
  - Sharpův orel (Sharpe's Eagle, 1981, česky 2010, ISBN 978-80-7411-023-8)
  - Sharpovo zlato (Sharpe's Gold, 1981, česky 2010, ISBN 978-80-7411-027-6)
  - Sharpův únik (Sharpe's Escape, 2004, česky 2010, ISBN 978-80-7411-033-7)
  - Sharpův hněv (Sharpe's Fury, 2006, česky 2011, ISBN 978-80-7411-045-0)
  - Sharpova bitva (Sharpe's Battle, 1995, česky 2011, ISBN 978-80-7411-049-8)
  - Sharpova rota (Sharpe's Company, 1982, česky 2012, ISBN 978-80-7411-057-3)
  - Sharpův meč (Sharpe's Sword, 1983, česky 2012, ISBN 978-80-7411-061-0)
  - Sharpova šarvátka (Sharpe's Skirmish, 2002, česky 2013, povídka)
  - Sharpův nepřítel (Sharpe's Enemy, 1984, česky 2013)
  - Sharpova čest (Sharpe's Honour, 1985, česky 2013, ISBN 978-80-7411-074-0)
  - Sharpův regiment (Sharpe's Regiment, 1986, česky 2014, ISBN 978-80-7411-082-5)
  - Sharpovo obležení (Sharpe's Siege, 1987, česky 2014, ISBN 978-80-7411-088-7)
  - Sharpova pomsta (Sharpe's Revenge, 1989, česky 2015) – spolu s povídkou Sharpovy Vánoce (Sharpe's Christmas, 1994)
  - Sharpovo Waterloo (Sharpe's Waterloo, 1990, česky 2015)
  - Sharpův ďábel (Sharpe's Devil, 1992, česky 2016, ISBN 978-80-7411-150-1)